# スバル・EN型エンジン
スバル・EN型エンジン（スバル・ENがたエンジン）は、1989年（平成元年）から2012年（平成24年）まで富士重工業（現・SUBARU）で製造されていた軽自動車用の水冷式直列4気筒ガソリンエンジンである。製造終了時点では軽自動車唯一にして日本車唯一のスーパーチャージャー搭載エンジンであった。

## 概要
1989年にスバルの軽自動車では初の4サイクルエンジンであったEK型エンジン（EK21〔360 cc〕/EK22〔500 cc〕/EK23〔550 cc〕; いずれも水冷式直列2気筒・SOHCガソリンエンジン）の後継機種として登場した。他社が3気筒を採用するなか、スバルのEN型エンジンは4気筒を採用した。最初のモデルであるEN05はEK23型のエンジンブロックを元に4気筒化を行った。これによりエンジンサイズがEK23とそれほど変わらなくなり、シャーシを大きく変更することなくEK23からEN05への切り替えが進んでいった。

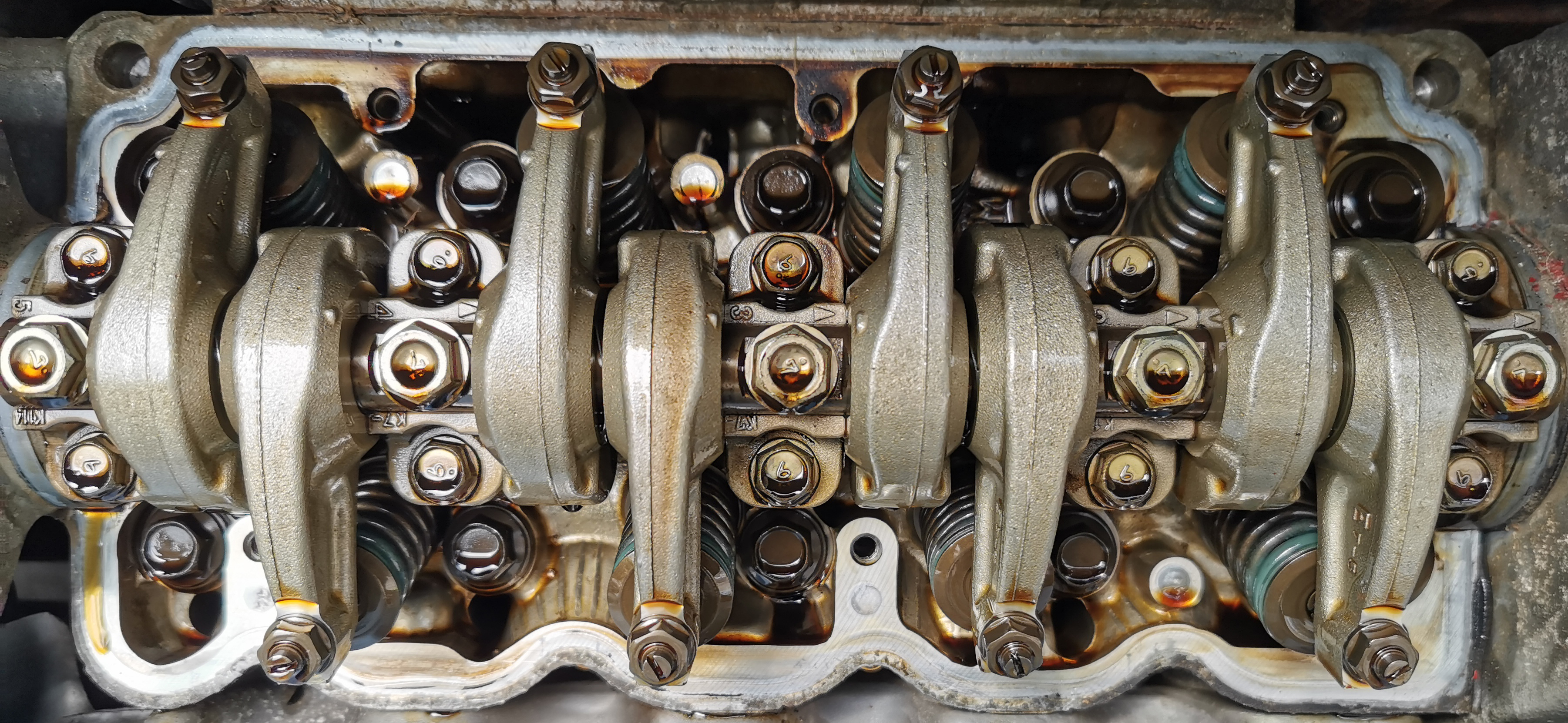
ロッカーカバーを取り外したEN07Y

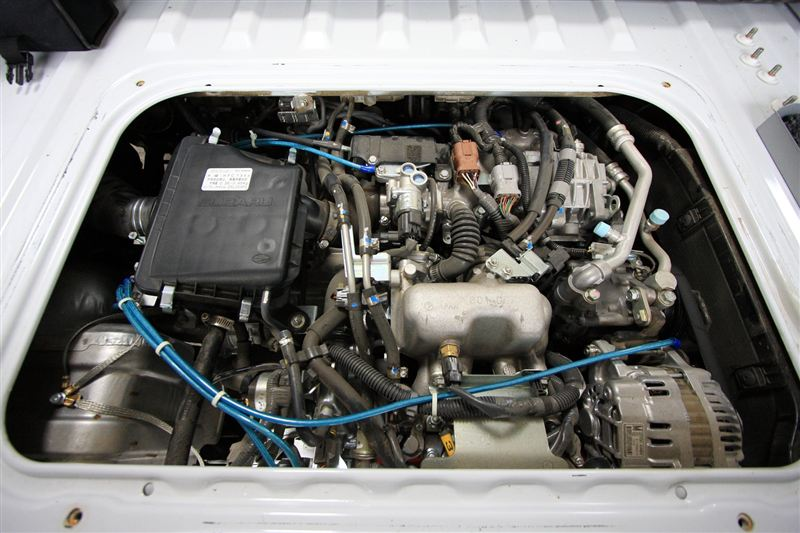
6代目サンバートラック後期型（最終）のEN07Y補機類

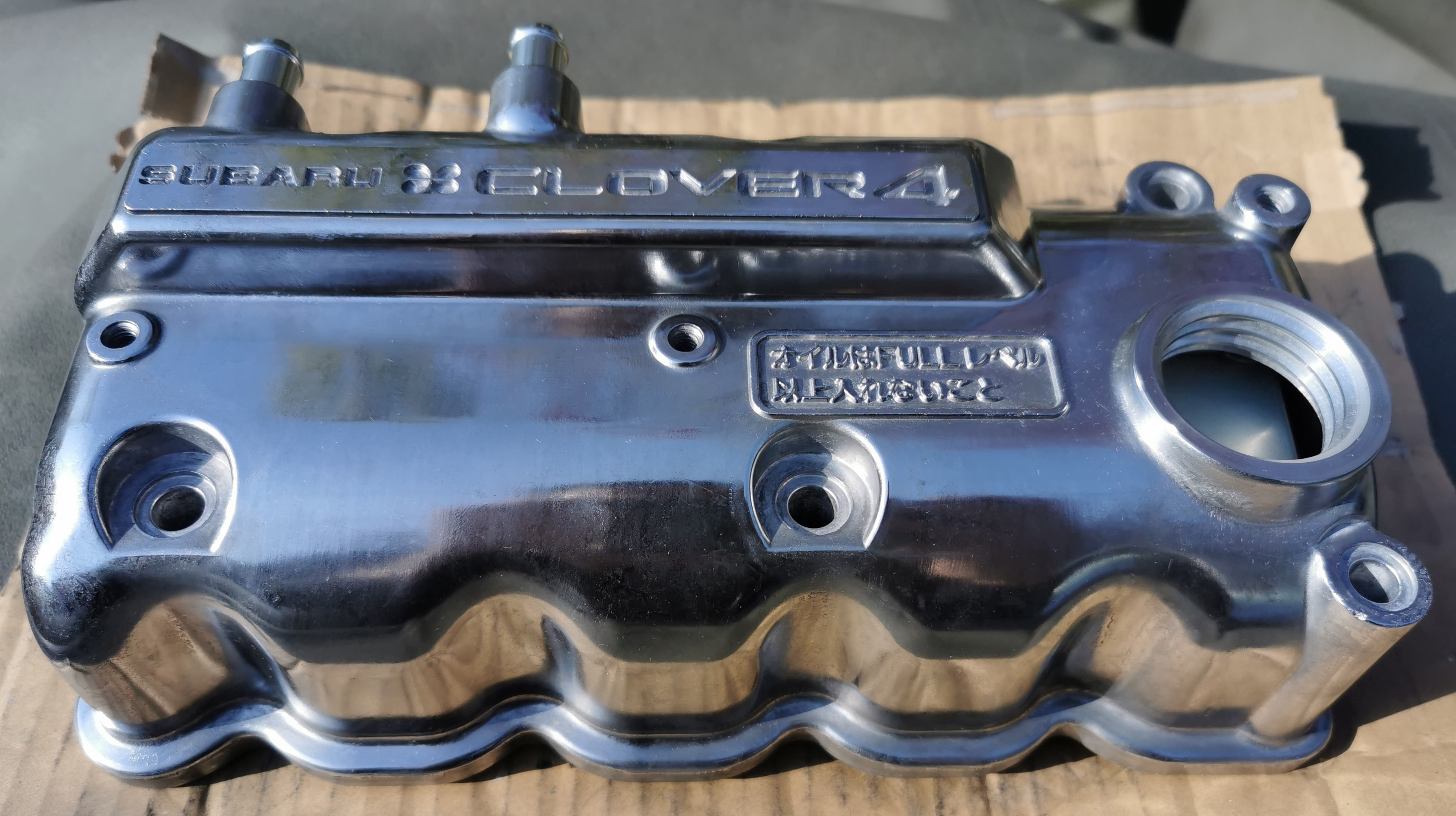
ロッカーカバー

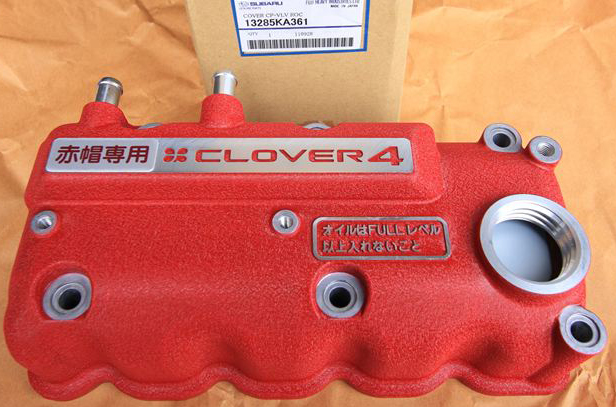
赤帽専用車用のロッカーカバー

翌1990年、運輸省（現・国土交通省）より軽自動車規格の改正（排気量660 cc化）が発表されると、EN05をロングストローク化したEN07へ移行。結果的にこれが660 ccクラスの直列4気筒エンジンの弱点である低回転域のトルク不足を補う形となる。この際に後ろ置きエンジン・後輪駆動レイアウトのサンバーもEN型エンジンへと移行した。
レックスからR1/R2に至る前輪駆動車のEN型エンジンと、後輪駆動のサンバーのEN型エンジンでは基本設計と多くの部品が共用されており、両者とも車体前方から見てエンジンの左側に変速機が置かれる構成が採られているが、サンバーではシリンダーヘッドを後方に向けてほぼ横倒しにする配置を取っており前輪駆動エンジンとはシリンダーヘッドの給排気方向を左右反転させる手法が採られている。
摩擦損失や熱効率の面で不利な4気筒だが、他社の3気筒エンジンに比肩する燃費性能を確保していた。滑らかな回転上昇や振動の少なさなど、3気筒に対する優位性はまだ大きく、製造終了まで根強いファンがいた。
550 ccから660 ccへの排気量増大、DOHC化による更なる高性能の追求、燃費の改善および環境対策で可変バルブタイミング機構の搭載など、20年あまりに渡り改良が続けられ、スバルの軽の主力エンジンであった。
レックス当時、ライバル車種のスズキ・アルトやダイハツ・ミラにターボチャージャー搭載のスポーツモデルが存在しており、レックスのEK23にもターボモデルがあった。しかし数年で廃止となり、新たにスーパーチャージャーを装着したという経緯を持つ。EN型エンジンは登場当初からターボ仕様は存在せず、自然吸気（NA）とスーパーチャージャー（MSC）仕様の2種類のみである。エンジンの名称は「CLOVER4（クローバー4）」の愛称が使われ、製造末期でもロッカーカバーに4つ葉のクローバーマークと共に名称が刻印されている。
2012年2月28日をもって、6代目（TV1/2型・TT1/2型）サンバーの製造終了と同時にEN型エンジンも製造終了となったほか、各種補修用ASSY部品としての製造も2020年（令和2年）2月末までに製造終了となった。

## バリエーション

### EN05A
最初に登場した自然吸気エンジン。可変ベンチュリーキャブレターを装備。内径×行程はオーバースクエア型。
- SOHC 8バルブ
- 排気量: 547 cc
- 内径×行程: 56.0 mm × 55.6 mm
- 圧縮比: 10.0:1
- 参考スペック: 38 PS/7,500 rpm、4.5 kgf·m/4,500 rpm（KH1レックス）
  - レックス（KH型）
  - レックスコンビ（KP型）

### EN05Z
最初に登場したスーパーチャージャーエンジン。この仕様のみEGI（電子制御燃料噴射装置）を装備。
- SOHC 8バルブ
- 排気量: 547 cc
- 内径×行程: 56.0 mm × 55.6 mm
- 圧縮比: 8.5:1
- 参考スペック（最高出力、最大トルク）: 61 PS/6,400 rpm、7.6 kgf·m/4,400 rpm （KH2レックス）
  - レックス（KH型）

### EN07A（NA・キャブレター）
ヴィヴィオバンに搭載されたエンジン。サンバーのEN07Cより若干圧縮比が高く、高回転指向のエンジンとなっている。
- SOHC 8バルブ
- 排気量: 658 cc
- 内径×行程: 56.0 mm × 66.8 mm
- 圧縮比: 10.0:1
- 参考スペック: 42 PS/7,000 rpm、5.3 kgf·m/4,500 rpm（KWヴィヴィオ）　
  - ヴィヴィオ

### EN07C（NA・キャブレター）
初期のサンバーに搭載されたエンジン。圧縮比をやや落とし、低回転のトルクを太らせたセッティングとしている。
- SOHC 8バルブ
- 排気量: 658 cc
- 内径×行程: 56.0 mm × 66.8 mm
- 圧縮比: 9.8:1
- 参考スペック: 40 PS/6,500 rpm、5.5 kgf·m/3,500 rpm（KV3/4 サンバーバン&トライ、KS3/4 サンバートラック）
  - サンバーシリーズ

### EN07L（LPG仕様・キャブレター）
- SOHC 8バルブ
- 排気量: 658 cc
- 内径×行程: 56.0 mm × 66.8 mm
- 圧縮比: 9.8:1
  - サンバーシリーズ

### EN07E（NA・EMPi）
キャブレター仕様のEN07AエンジンをEMPi（電子制御燃料噴射装置）化したエンジン。なお、プレオ用のEN07Eエンジンはロッカーアームがニードルローラーベアリング付のローラーロッカーアームが用いられる。
- SOHC 8バルブ
- 排気量: 658 cc
- 内径×行程: 56.0 mm × 66.8 mm
- 圧縮比: 10.0:1
- 参考スペック: 38 kW (52 ps)/7200 rpm、53.9 N·m (5.5 kgf·m)/5600 rpm（KK3ヴィヴィオ MT仕様）
  - レックス
  - ヴィヴィオ
  - プレオ
  - R2
  - R1

### EN07S（NA・SPI）
プレオバンに搭載されたEGI・SPI（シングルポイントインジェクション）仕様のエンジン。開発当初からロッカーアームがニードルローラーベアリング付のローラーロッカーアームが用いられている。
- SOHC 8バルブ
- 排気量: 658 cc
- 内径×行程: 56.0 mm × 66.8 mm
- 圧縮比: 10.0:1
- 参考スペック: 45 PS/6,400 rpm、5.7 kgf·m/4,000 rpm
  - プレオ

### EN07F（NA・EMPi）
キャブレター仕様のEN07CエンジンをEMPi化したエンジン。EN07Cと同様に赤帽仕様エンジンには専用ロッカーカバーが組み合わされる。5代目サンバー中期の1995年より上位グレード向けに採用された。6代目サンバーは当初は後述のEN07Vが採用されたが、2001年8月以降に順次このエンジンに切り換えられた。6代目サンバーでは当初からローラーロッカーアームを採用、2006年からはピストン上部のバルブリセスも廃止されている。
- SOHC 8バルブ
- 排気量: 658 cc
- 内径×行程: 56.0 mm × 66.8 mm
- 圧縮比: 10.2:1
- 参考スペック: 35 kW (48 PS)/6,400 rpm、58 N·m (5.9 kgf·m)/3,200 rpm（TV1/2 サンバーバン&ディアス、TT1/2 サンバートラック）
  - サンバーシリーズ

### EN07V（NA・SPI）
EMPi仕様のEN07FエンジンをSPI化したエンジン。EN07Fと同様に赤帽仕様エンジンには専用ロッカーカバーが組み合わされる。EN07Fをより簡素化したもので、6代目サンバー登場当時からNAエンジン全車に採用されたが、2001年を境に再びEN07Fへ移行された。
- SOHC 8バルブ
- 排気量: 658 cc
- 内径×行程: 56.0 mm × 66.8 mm
- 圧縮比: 10.1:1
- 参考スペック: 34 kW (46 ps)/6400 rpm、57.9 N·m (5.9 kgf·m)/4000 rpm（TV1/2 サンバーバン&ディアス、TT1/2 サンバートラック）
  - サンバーシリーズ

### EN07Y（スーパーチャージャー・EMPi）
後ろ置きエンジン・後輪駆動方式であるサンバーへの搭載にあたって、インタークーラーが省かれた仕様。KVサンバー初期はディストリビューター点火だったが、1996年以降よりDLI（ディストリビューター・レス・イグニッション）仕様に改良。EN07Fと同様に、赤帽仕様の高耐久型エンジンには真紅のチヂミ塗装が施された専用ロッカーカバーが組み合わされる。さらに2001年8月以降の製造分よりロッカーアームがニードルローラーベアリング付のローラーロッカーアームに変更されピストン上部のバルブリセスが廃止された。
- SOHC 8バルブ スーパーチャージャー
- 排気量: 658 cc
- 内径×行程: 56.0 mm × 66.8 mm
- 圧縮比: 8.3:1/8.9:1（2001年8月以降）
- 参考スペック: 
  - 55 ps/6,200 rpm 、7.1 kgf·m/3,800 rpm（KV4 サンバートライ、KS4 サンバートラック）
  - 43 kW (58 PS)/6,000 rpm、74 N·m (7.5 kgf·m)/4,400 rpm（TV1/2 ディアスワゴン、TT1/2 サンバートラック）
  - サンバーシリーズ

### EN07W（マイルドチャージ・SPI）
CVTを搭載したプレオ向けに、「マイルドチャージ」と称する低過給圧のスーパーチャージャーを組み合わせて燃費とパワーの両立を図ったエンジン。SPI仕様でインタークーラーはなし。
- SOHC 8バルブ スーパーチャージャー（マイルドチャージ）
- 排気量: 658 cc
- 内径×行程: 56.0 mm × 66.8 mm
- 圧縮比: 8.9:1
- 参考スペック: 42 kW (58 PS)/6,400 rpm、74 N·m (7.3 kgf·m)/4,000 rpm
  - プレオL（CVT）

### EN07U（マイルドチャージ・EMPi）
EN07WをEMPi化し、前置きタイプの小型インタークーラを装着したエンジン。後期型プレオLに搭載された。
- SOHC 8バルブ インタークーラー付きスーパーチャージャー（マイルドチャージ）
- 排気量: 658 cc
- 内径×行程: 56.0 mm × 66.8 mm
- 圧縮比: 8.9:1
- 参考スペック: 44 kW (60 PS)/6,400 rpm、75 N·m (7.6 kgf·m)/4,000 rpm
  - プレオLS・L・ネスタG（CVTのみ。MT車はNAエンジン）

### EN07Z（IC付きスーパーチャージャー・EMPi）

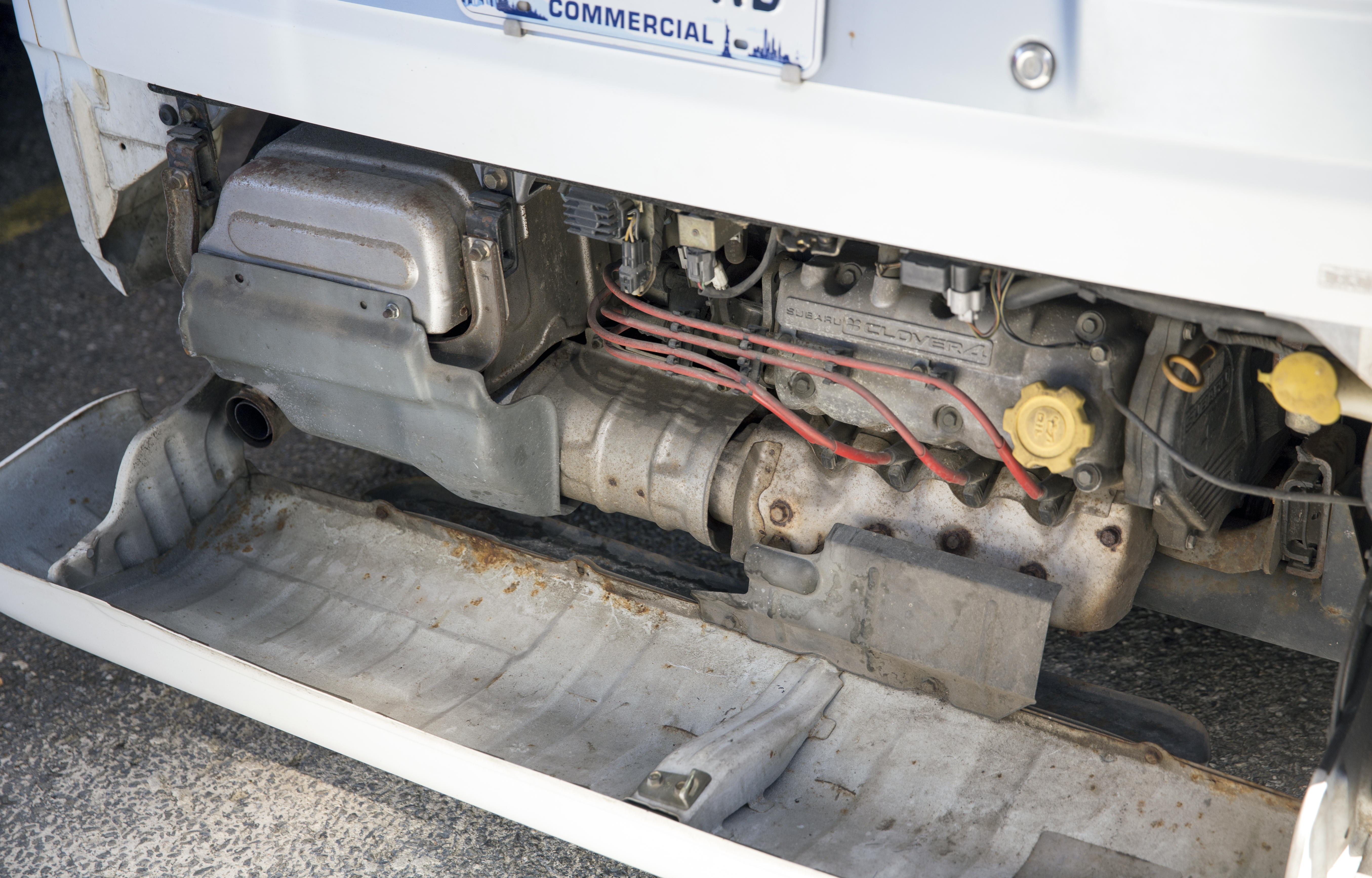
スバル・サンバーディアスのEN07Zエンジン

レックスの時代より存在するEN型を代表するホットモデルだが、プレオRMの物は燃料噴射装置がEMPiからMPIに変更され、より低回転からパワーが出るように再設定され、さらにロッカーアームがニードルローラーベアリング付のローラーロッカーアームに変更された。
- SOHC 8バルブ インタークーラー付きスーパーチャージャー
- 排気量: 658 cc
- 内径×行程: 56.0 mm × 66.8 mm
- 圧縮比: 8.5:1
- 参考スペック:
  - 47 kW (64 PS)/6,400 rpm、84 N·m (8.6 kgf·m)/4,400 rpm（レックスVX、ヴィヴィオGX）
  - 64 PS/6,000 rpm、9.1 kgf·m/3,600 rpm（プレオRM）
  - レックスVX
  - ヴィヴィオGX系
  - プレオRM・ネスタRG

### EN07D（DOHC・AVCS）
スバルが最期に開発した軽自動車用エンジンで、R2登場時から採用。連続式可変バルブタイミング仕様(吸気のみ)のDOHCヘッドを用いる。点火系には、EN型では初のダイレクトイグニッションを採用している。また、電子制御スロットルの採用もこのエンジンが唯一である。
後述するDOHC・スーパーチャージャー仕様のEN07X型と異なり、タイミングベルト用プーリーが一般的なDOHCエンジン同様、吸気側用カムと排気側用カムにそれぞれ独立しており、ニードルローラーベアリング付のローラーロッカーアームを採用する。
- DOHC 16バルブ AVCS
- 排気量: 658 cc
- 内径×行程: 56.0 mm × 66.8 mm
- 圧縮比: 10.5:1
- 参考スペック: 40 kW (54 PS)/6,400 rpm、63 N·m (6.4 kgf·m)/4,400 rpm（R1、R2、ステラ）
  - R2
  - R1
  - ステラ

### EN07X（DOHC・IC付きスーパーチャージャー）

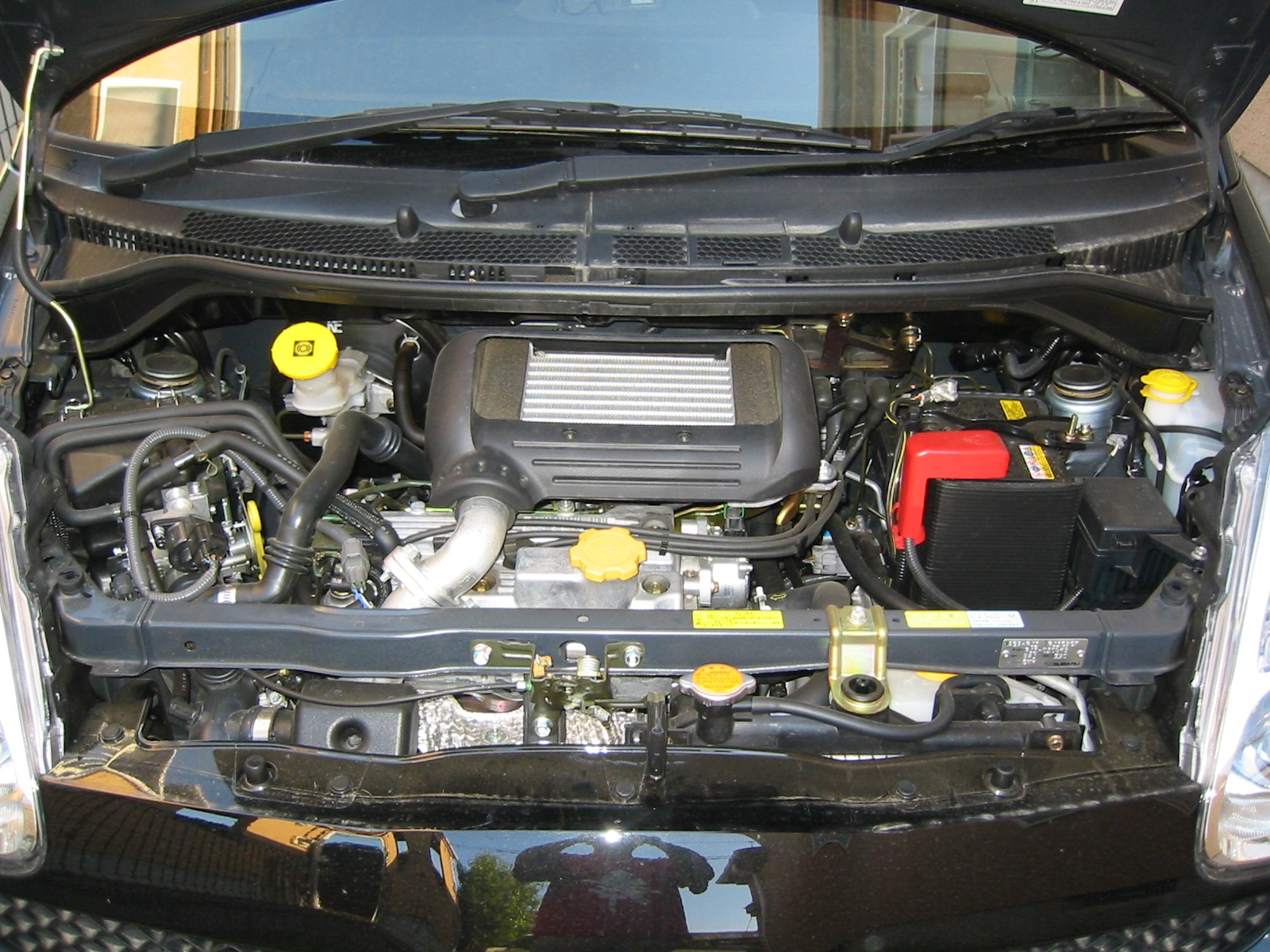
スバル・R1 SのEN07Xエンジン

ヴィヴィオRX-R登場時に開発されたDOHCヘッド仕様。バルブはSOHCのロッカーアーム駆動を改め、ダイレクトプッシュ式を採用。トヨタのハイメカツインカム同様、エキゾースト側のカムシャフトのみをタイミングベルトで駆動し、そこからカエリ防止ギアで吸気側のカムを駆動するという方式を採用している。これは、660 cc 4気筒エンジンだとボアが小さくDOHC化によりバルブの挟み角が大きくなりがちなため、カムシャフト同士の間隔を近づけて狭角化し燃焼室を小型にすることが狙いである。許容回転数9000回転に対応すべく、点火系には2コイル同時点火方式を用い、バルブリフターは直動式となった。
発売当初はレギュラーガソリン仕様だったが、ヴィヴィオRX-Rの最終型からハイオク仕様になり、ステラ登場時には再びレギュラー仕様に戻ったという経緯を持つ。プレオのD型以降からはシリンダーヘッドの水路が変更され、ラジエーターから遠いシリンダーの熱害に対策が打たれた。これに伴いLFピストンが採用される。R2以降は、シリンダーブロックの肉薄化による軽量化と、ピストンスカートの短縮による摩擦低減により、燃費向上に貢献している。
- DOHC 16バルブ インタークーラー付きスーパーチャージャー
- 排気量: 658 cc
- 内径×行程: 56.0 mm × 66.8 mm
- 圧縮比: 9.0:1
- 参考スペック: 
  - ハイオク仕様: 47 kW (64 PS)/7,200 rpm、106 N·m (10.8 kgf·m)/3,600 rpm（ヴィヴィオRX-R　E型）
  - 47 kW (64 PS)/6,000 rpm、102 N·m (10.5 kgf·m)/3,200 rpm（プレオRS、R1、R2）
    - ヴィヴィオRX系
    - プレオRS
    - R2 S
    - R1 S

  - レギュラー仕様: 47 kW (64 PS)/6,000 rpm、93 N·m (9.5 kgf·m)/4,000 rpm（R1、R2、ステラ）
  - 47 kW (64 PS)/7,200 rpm、93 N·m (9.0 kgf·m)/4,000 rpm（ヴィヴィオRX-R A-D型）
    - R2
    - R1
    - ステラ
    - ヴィヴィオRX-R

### EN08
輸出仕様のスバル・レックスに搭載されていた758 ccエンジン。輸出仕様のレックスでは当初は550 ccのEK23エンジンと665ccのEK42エンジンを搭載、国内でEN07が発売された後は輸出仕様には新たにEN08エンジンが搭載され、それぞれSubaru M60(EK23)、Subaru M70(EK42)、Subaru M80(EN08) と呼ばれていた。M80は仕向地によってはSubaru Fiori、Subaru mini Jumboなどの名称も与えられ、1992年まで2年あまりの期間のみ製造された。
- SOHC 8バルブ キャブレター
- 排気量: 758 cc
- 内径×行程: 56.0 mm × 77.0 mm
- 圧縮比: 9.5:1
- 参考スペック: 42 ps/6000 rpm、6 kgf·m/3600 rpm (Subaru M80)
  - Subaru M80 1990-1992
  - Subaru Fiori 1990-1992 オーストラリア
  - Subaru mini Jumbo 1990-1992 ヨーロッパ